# Neuroblast
Als Neuroblast wird eine teilungsfähige neuronale Vorläuferzelle bezeichnet, die sich zu einem nicht mehr teilungsfähigen jungen Neuron weiterentwickelt, das sich dann – oft erst nach gewisser Zeit und einer Wanderung – unter Einfluss seiner Umgebung endgültig zum (reifen) Neuron ausdifferenziert.
Neuroblasten gehen – ebenso wie Glioblasten – aus wenig differenzierten neuralen Stammzellen hervor, die in der embryonalen Entwicklungsphase als Neuroepithel die Wandung des Neuralrohres bilden. Zunächst, anfangs der 5. Entwicklungswoche beim Menschen, bilden sie als ventrikuläre Zone ein einschichtiges Epithel und nehmen dabei die ganze Wanddicke des späteren ZNS ein, zwischen der ventrikulären inneren Oberfläche um die Neuralrohrlichtung und der äußeren mesenchymal begrenzten Oberfläche (spätere Pia mater). Diese Stammzellen teilen sich (Proliferation), und nach einer Mitose entsenden beide Tochterzellen gewöhnlich je einen basalen und einen apikalen Zellfortsatz, die an der inneren bzw. der äußeren Grenzfläche kontaktieren. Danach bewegt sich zwischen den beiden Fortsätzen das den Zellkern enthaltende Soma dieser bipolaren Zellen auf und wieder ab. Die apikalen Fortsätze bilden anschließend eine äußere Marginalzone (Randzone), wenn sie nicht zurückgezogen werden und die Zelle sich abrundet, um sich erneut zu teilen. Aus diesen Zellteilungen gehen wieder Stammzellen hervor sowie – nach einigen Mitosezyklen – die Vorläuferzellen sowohl von Nervenzellen als auch von Gliazellen.
Später verlagern Zellen, die keinen Mitosezyklus mehr durchlaufen, überwiegend junge Neuronen, ihren Zellkern in eine mittlere Lage und bilden so eine Intermediärzone. Andere Zellen nehmen eine Position zwischen dieser und der ventrikulären Zone ein und bleiben weiter teilungsfähig. Diese Population bildet damit eine subventrikuläre Zone. Weitere Zellen bilden im Bereich des späteren Gehirns zwischen Intermediärzone und Marginalzone eine weitere Zellreihung, kortikale Platte genannt. Anschließend wandern zahlreiche (junge) Neuronen aus der ventrikulären Zone aus, zumeist längs der von Radialglia gebildeten Leitstrukturen, manche auch tangential quer dazu.
Auch nach der Geburt kann nicht nur bei anderen Säugetieren, sondern auch beim Menschen noch eine Neubildung von Neuronen stattfinden – mit ähnlichen Verhältnissen in der so genannten subventrikulären Zone, sowie in Regionen des Hippocampus und der subkortikalen weißen Substanz – als adulte Neurogenese.